# Kanin (Postomino)
Kanin (deutsch Kannin) ist ein Dorf in der Woiwodschaft Westpommern in Polen. Es gehört zur Gmina Postomino (Gemeinde Pustamin) im Powiat Sławieński (Schlawer Kreis).

## Geographische Lage
Kanin liegt im Nordosten der Woiwodschaft Westpommern, 12 Kilometer (Luftlinie) nordnordwestlich von Sławno (Schlawe) und 10 Kilometer südlich der Ostseeküste.
Die Woiwodschaftsstraße 203 (Koszalin (Köslin) – Postomino (Pustamin) – Ustka (Stolpmünde)) verläuft dicht nördlich am Ort. Die Landschaft von Kanin bildet eine flachwellige Ebene, im Süden verläuft der Fluss Wieprza (Wipper) in einem weiten Bogen um das Dorf.
Nachbargemeinden von Kanin sind: im Westen Kowalewice (Alt Kugelwitz) und Kowalewiczki (Neu Kugelwitz), im Norden Wszedzień (Scheddin) und Masłowice (Masselwitz), im Osten und im Süden Stary Kraków (Alt Krakow).

## Geschichte
Im Jahre 1230 wird Kannin (auch: Cannin) genannt, als er mit einigen anderen Dörfern dem Johanniter-Orden übereignet wird. 1442 fällt der Ort an das herzogliche Amt Rügenwalde. Um 1780 werden genannt: 1 Freischulze, 8 Bauern, 1 Landkossät, 1 Schulhaus, 1 Schmiede, 1 Büder und 1 Hirtenkaten bei insgesamt 14 Feuerstellen.
Am 7. März 1945 drang die Rote Armee aus Richtung Karzin (heute polnisch: Karsino) kommend in das Dorf ein. Zehn Tage später werden alle männlichen Einwohner zunächst nach Schönenberg (Bylica), dann über Schlawe und Stolp weiter nach Graudenz transportiert, viele dann noch weiter bis Russland. Die weiblichen Einwohner werden nach Zollbrück (Korzybie) verbracht, doch können die meisten von ihnen im Mai wieder nach Hause zurückkehren. Ab Juli 1945 nehmen Polen von den Höfen und Häusern Besitz, und am 13. November schließlich begann die Vertreibung der deutschen Bevölkerung aus dem Ort.
Bis 1945 war Kannin mit Alt Krakow (Stary Kraków) und Meitzow (Mazów) eine Gemeinde im Amtsbezirk Alt Krakow im Landkreis Schlawe i. Pom. im Regierungsbezirk Köslin der preußischen Provinz Pommern. Auch standesamtlich waren die drei Gemeinden nach Alt Krakow verbunden. Amtsgerichtsbereich war Schlawe.
Heute ist Kannin unter der Bezeichnung Kanin ein Ortsteil der Gmina Postomino im Powiat Sławieński der Woiwodschaft Westpommern.

## Kirche
Die Einwohner von Kannin waren bis 1945 überwiegend evangelisch. Das Dorf gehörte zum Kirchspiel Alt Krakow im Kirchenkreis Rügenwalde der Kirchenprovinz Pommern der Kirche der Altpreußischen Union. Letzter deutscher Geistlicher war Pfarrer Erich Kramer.
Seit 1945 ist die Bevölkerung von Kanin fast ausnahmslos römisch-katholisch. Aber auch heute gehört der Ort nach Stary Kraków, wo eine – jetzt katholische – Pfarrei gegründet wurde, die in das Dekanat Darłowo im Bistum Köslin-Kolberg der Katholischen Kirche in Polen eingegliedert ist. Die evangelischen Kirchenglieder gehören jetzt zum Kirchspiel Koszalin (Köslin) in der Diözese Pommern-Großpolen der Evangelisch-Augsburgischen Kirche in Polen.

## Schule
In Kannin bestand vor 1945 eine Volksschule, in der acht Schuljahrgänge von einem Lehrer in einem Raum unterrichtet wurden. Die durchschnittlich Schülerzahl betrug 30. Das Schulgebäude stammte aus dem Jahre 1848.